# Galathea maculiabdominalis
Galathea maculiabdominalis is een tienpotigensoort uit de familie van de Galatheidae. De wetenschappelijke naam van de soort is voor het eerst geldig gepubliceerd in 1972 door Baba.